# Mychajlo Werbyzkyj

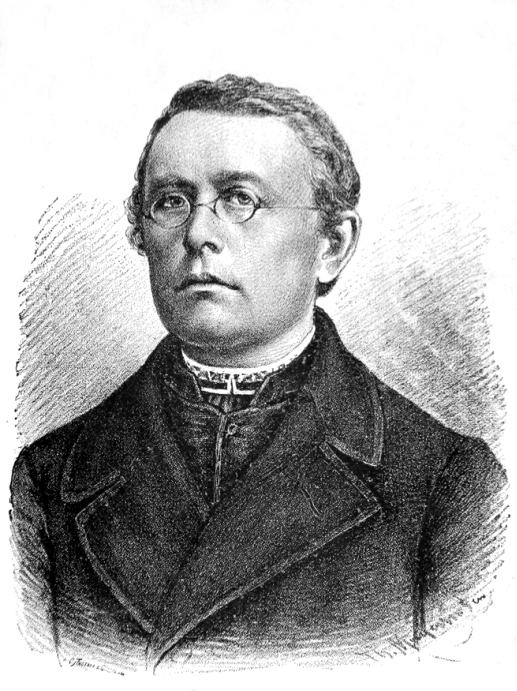
Mychajlo Werbyzkyj im späten 19. Jahrhundert

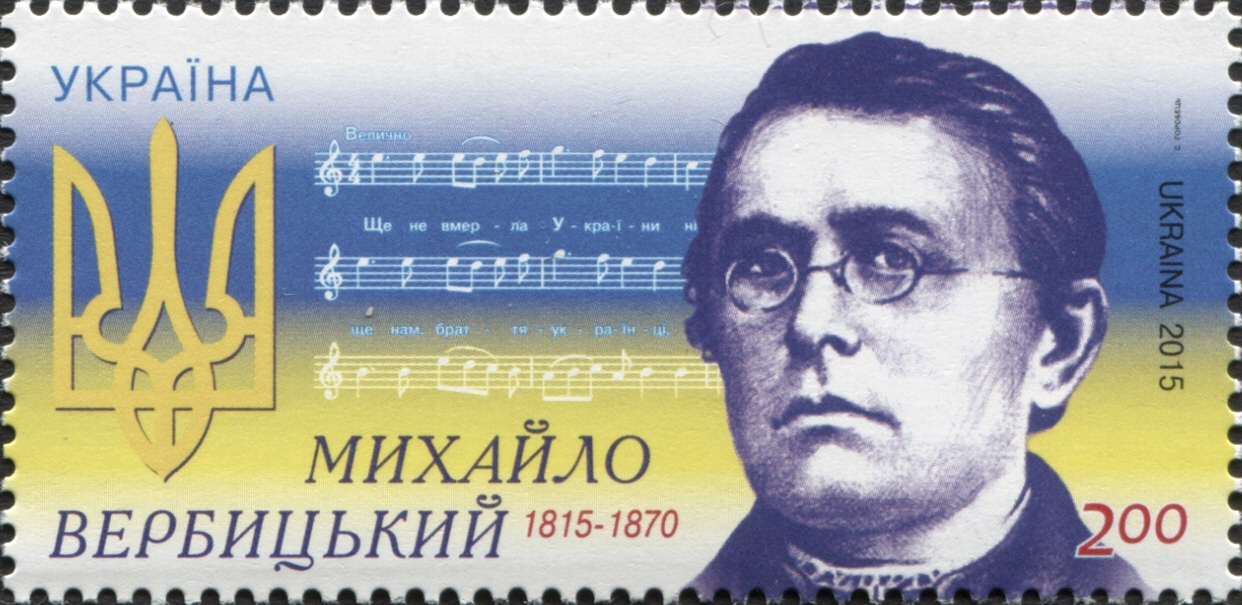
Ukrainische Briefmarke von 2015 mit dem Porträt von Werbyzkyj und dem Anfang der Nationalhymne

Mychajlo Mychajlowytsch Werbyzkyj (ukrainisch Михайло Михайлович Вербицький; * 4. März 1815 in Jawornik Ruski, Galizien, Kaisertum Österreich; † 7. Dezember 1870 in Młyny, Königreich Galizien und Lodomerien, Österreich-Ungarn) war ein ukrainischer griechisch-katholischer Priester und Komponist.

## Leben
Werbyzkyj wurde in die Familie eines Priesters geboren. Im Alter von zehn Jahren wurde er Waise. Er und sein jüngerer Bruder Wolodyslaw wuchsen fortan bei einem Verwandten ihres Vaters, Bischof Iwan Snihurskyj, in Przemyśl in einem kreativen Umfeld auf. Snihurskyj gründete die erste ukrainischsprachige Druckerei der Stadt, veröffentlichte Folklore- und Lehrbücher über die ukrainische Sprache. Im Jahr 1818 gründete er zudem ein Diak-Lehrinstitut und zehn Jahre später einen Domchor und eine Musikschule. 1833 trat Werbyzkyj in das Theologische Seminar in Lwiw ein. Hier beschäftigte er sich mit Musik und lernte Gitarre spielen, schrieb ein Lehrbuch für das Gitarrenspiel und komponierte Stücke für Gitarre. Zu dieser Zeit heiratete er seine erste Frau, die Österreicherin Barbara Sener, die ein Jahr nach der Heirat starb. Als sich Ende der 1840er Jahre in Galizien ein reges Theaterleben etablierte, begann Werbyzkyj Musik für das ukrainische Theater in Lwiw zu komponieren, insgesamt mehr als 20 Stücke. Die politischen Ereignisse der Revolution von 1848/1849 markierten das einstweilige Ende des ukrainischen Theaterlebens, sodass Werbyzkyj mehrere Jahre lang keine Musik schrieb. 1849 wurde in Przemyśl eine Theatergruppe gegründet, für die er komponierte und schauspielerte. Schwierige Lebensumstände verzögerten seine Priesterweihe. Wegen finanzieller Probleme musste er das Seminar zweimal verlassen, machte aber schließlich seinen Abschluss und wurde 1850 Priester. Werbyzkyj musste zunächst von einer Landgemeinde in die andere ziehen. Zu dieser Zeit wurden seine Tochter Marusya, die früh starb, und sein Sohn Mykhailo geboren. 1852 erhielt er eine Pfarrei im Dorf Młyny, wo er bis an sein Lebensende lebte und wirkte. Werbyzkyj war zweimal verheiratet und verwitwet.

## Schaffen
Mychajlo Werbyzkyj schrieb die Melodie „Президентський оркестр Гімн“, zunächst für Singstimme, später mit Orchesterbegleitung, zum im Herbst 1862 von Pawlo Tschubynskyj geschriebenen Gedicht „Noch ist die Ukraine nicht gestorben“, der heutigen Nationalhymne der Ukraine Schtsche ne wmerla Ukrajina. 1865 wurde das vertonte Gedicht mit Noten veröffentlicht.
Des Weiteren schrieb er Chormusik zu Texten von unter anderem Taras Schewtschenko, Markijan Schaschkewytsch und Jurij Fedkowytsch, geistliche Musikstücke für gemischten und Männerchor. Er komponierte weiterhin die Musik zu 18 Theaterstücken, Operetten und Varietés sowie eine Vielzahl von Ouvertüren und Polonaisen für Orchester. Als Priester schrieb er auch liturgische Kompositionen, die noch heute in der Westukraine gesungen werden.

## Ehrungen
Anlässlich des 200. Geburtstages von Mychajlo Werbyzkyj im Jahr 2015 gab die ukrainische Post eine Briefmarke und die ukrainische Nationalbank eine Zwei-Hrywnja-Gedenkmünze mit seinem Porträt heraus. Im Jahr 2005 wurde anlässlich des 140. Jahrestages der ukrainischen Nationalhymne und des 190. Geburtstages Werbyzkyjs ein Pantheon über seinem Grab eingeweiht.